# Karol Gordon
Karol Gordon de Huntly herbu własnego Bydant (pisany także de Huntlej; ur. 1749 w Krakowie, zm. 18 grudnia 1820 tamże) – oficer I Rzeczypospolitej, po 1816 komendant milicji Wolnego Miasta Krakowa, powstaniec kościuszkowski.

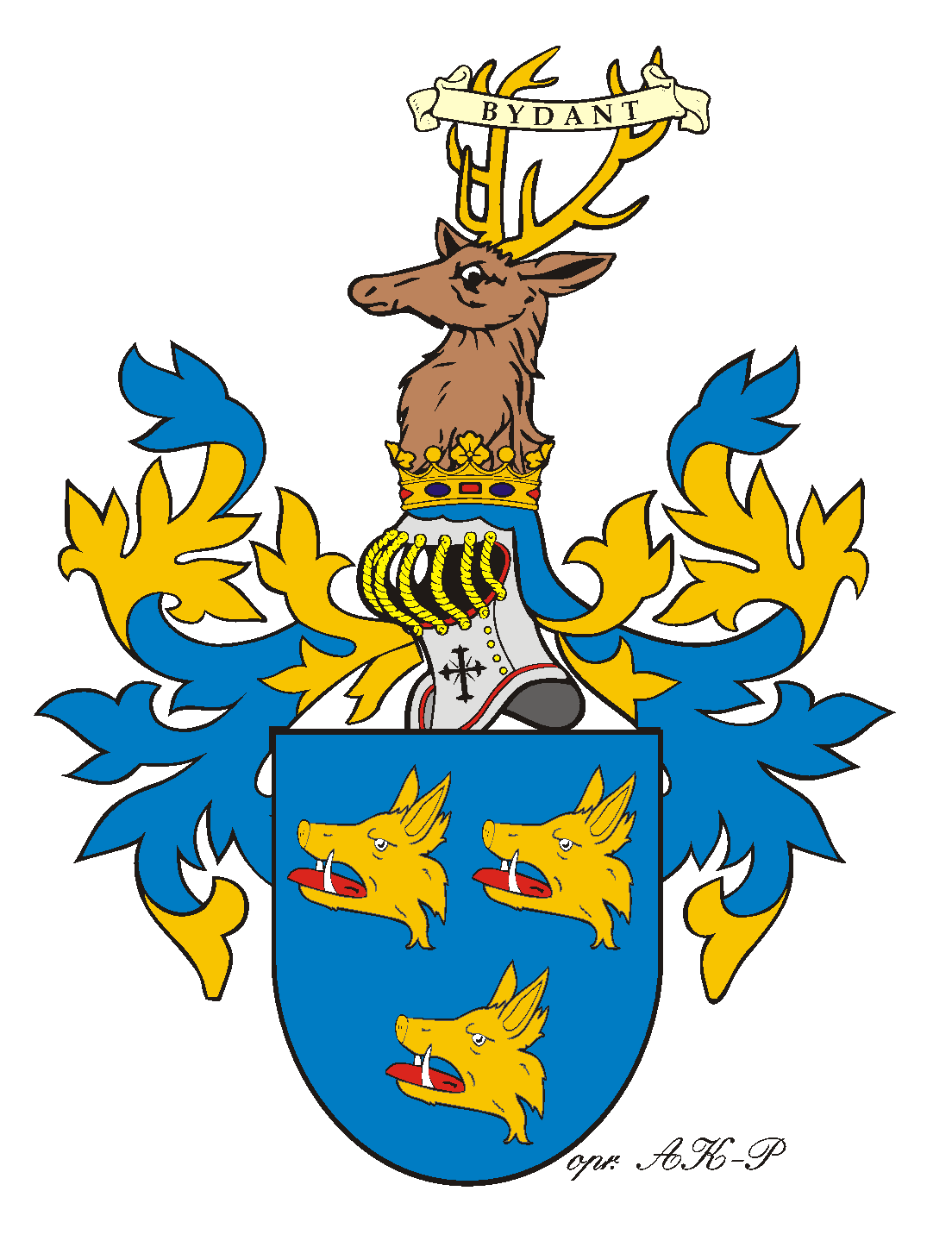
Bydant, herb Gordonów

## Szkic biograficzny

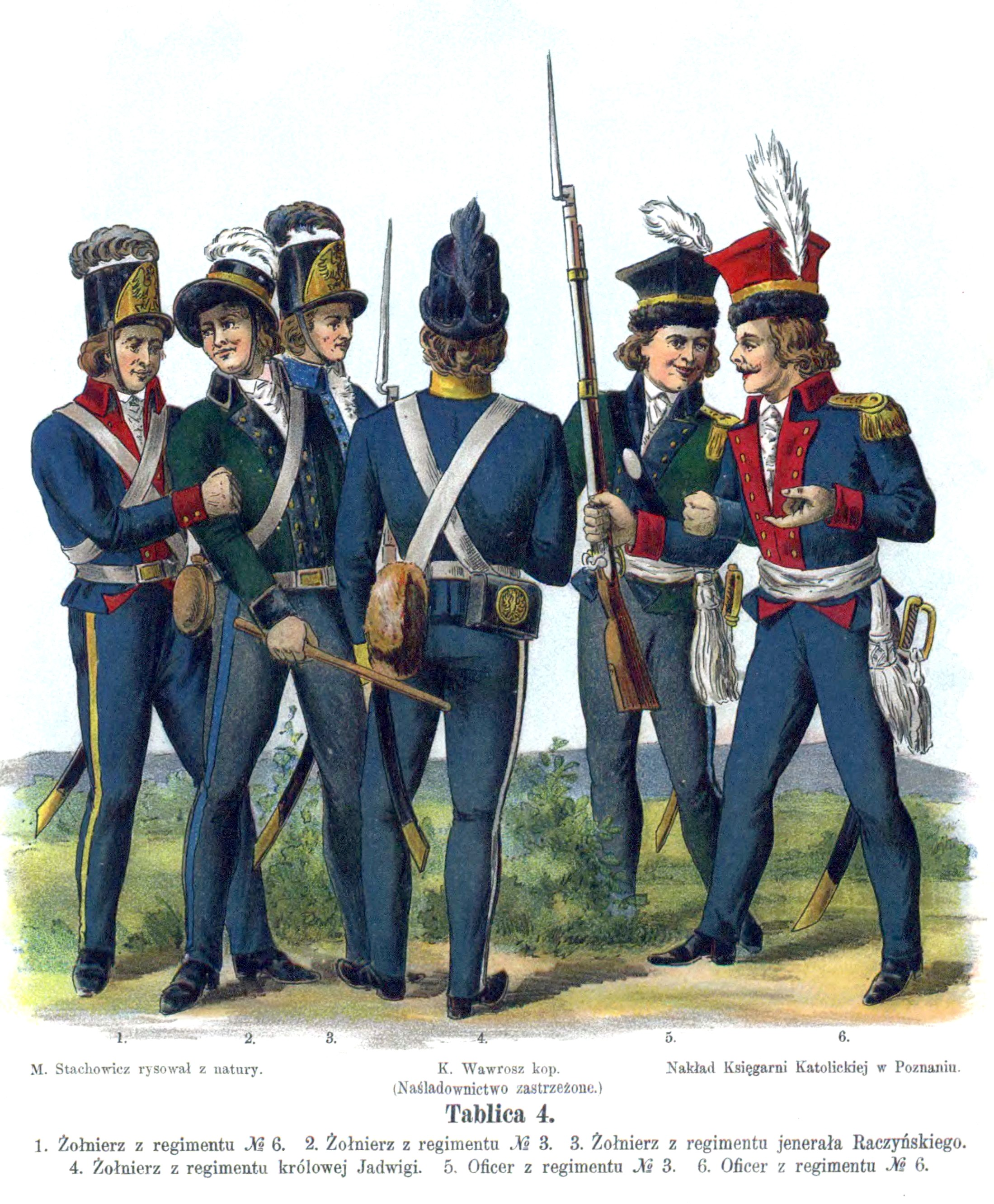
Żołnierze 9 Regimentu Pieszego

Karol Gordon, członek klanu Gordonów, pochodził ze szlacheckiej rodziny szkockiej, której różni potomkowie przenieśli się w XVII wieku, uciekając przed prześladowaniami politycznymi i religijnymi (byli katolikami), do Polski, gdzie uzyskali indygenaty. Ojciec Karola Piotr posiadał tzw. Kamienicę Książęcą na rogu krakowskiego Rynku i ul. Wiślanej. Karol miał trzech braci, wspólnie z którymi sprzedał rodzinną kamienicę po śmierci ojca w roku 1788, by móc opłacić – co osoby nieustosunkowane musiały wtedy czynić – awanse na wyższe stopnie oficerskie. Karierę wojskową zaczął jeszcze za panowania Augusta III w wieku lat 10 jako towarzysz w pułku dragonów w Łowiczu, zreorganizowanym później jako 9 Regiment Pieszy Raczyńskiego pod dowództwem Filipa Raczyńskiego, i pozostał w tym pułku aż do Powstania kościuszkowskiego, z upływem czasu awansując od chorążego (1766) do pułkownika (1791).
Jako dowódca swego regimentu Gordon wziął udział w wojnie polsko-rosyjskiej roku 1792 i wyróżnił się szczególnie w walkach na Ukrainie i Wołyniu, biorąc m.in. udział w bitwie pod Zieleńcami. Po klęsce Polaków stacjonował w Poznaniu, pracując w komisji mającej za zadanie zredukowanie liczebności polskich wojsk do połowy. Po wybuchu Insurekcji kościuszkowskiej Gordon natychmiast zgłosił do niej akces wraz ze swym pułkiem (970 żołnierza) i wszedł w skład dywizji gen. Jana Grochowskiego, odznaczając się w bitwie pod Szczekocinami i później, w czasie oblężenia Warszawy, w walkach na Woli, w czasie których odniósł ciężkie rany i musiał się wycofać z czynnej służby wojskowej, powróciwszy do rodzinnego Krakowa.
W czasach Księstwa Warszawskiego Karol Gordon pozostawał w rezerwie, ale po utworzeniu Wolnego Miasta Krakowa senat krakowski mianował go w 1816 komendantem milicji miejskiej, stawiając go na czele 300 milicjantów pieszych i 40 żandarmów konnych.
Karol Gordon zmarł w Krakowie i został tam pochowany. O jego stosunkach rodzinnych nic nie wiadomo.